# Gessel
Gessel ist seit 1974 ein Ortsteil der niedersächsischen Stadt Syke, Landkreis Diepholz mit rund 2300 Einwohnern. Zu Gessel gehören Leerßen und Schorlingkamp. Die ältesten Siedlungsspuren reichen bis in das späte Neolithikum zurück. Die Erstnennung des Ortes stammt erst aus dem frühen 13. Jahrhundert.

## Geographie

### Geographische Lage
Zusammen mit den Syker Ortsteilen Ristedt, Barrien und Okel wird ein nördlicher Bereich mit der Verbindung zum „Bremer Speckgürtel“ gebildet. Von der Einwohnerzahl her steht Gessel innerhalb der 13 Syker Ortsteile an 3. Stelle, von der Fläche (9,82 km²; zum Vergleich: Syke = 17,24 km²) her an 8. Stelle.

### Nachbarorte
Nachbarn sind die Syker Ortsteile Ristedt, Barrien und Syke (Kernbereich). Die Syker Nachbargemeinde Weyhe im Norden hat keinen Berührungspunkt mit Gessel.
Kirchlich gehört Gessel mit Ristedt, Leerßen, Barrien, Okel und Osterholz zum Kirchspiel Barrien.

## Geschichte

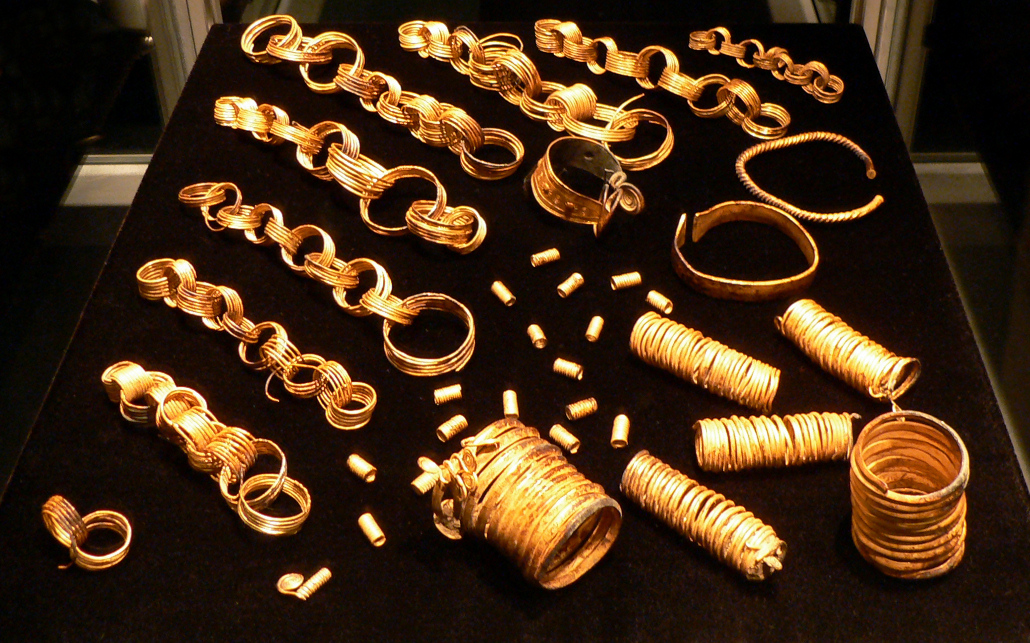
Goldhort von Gessel

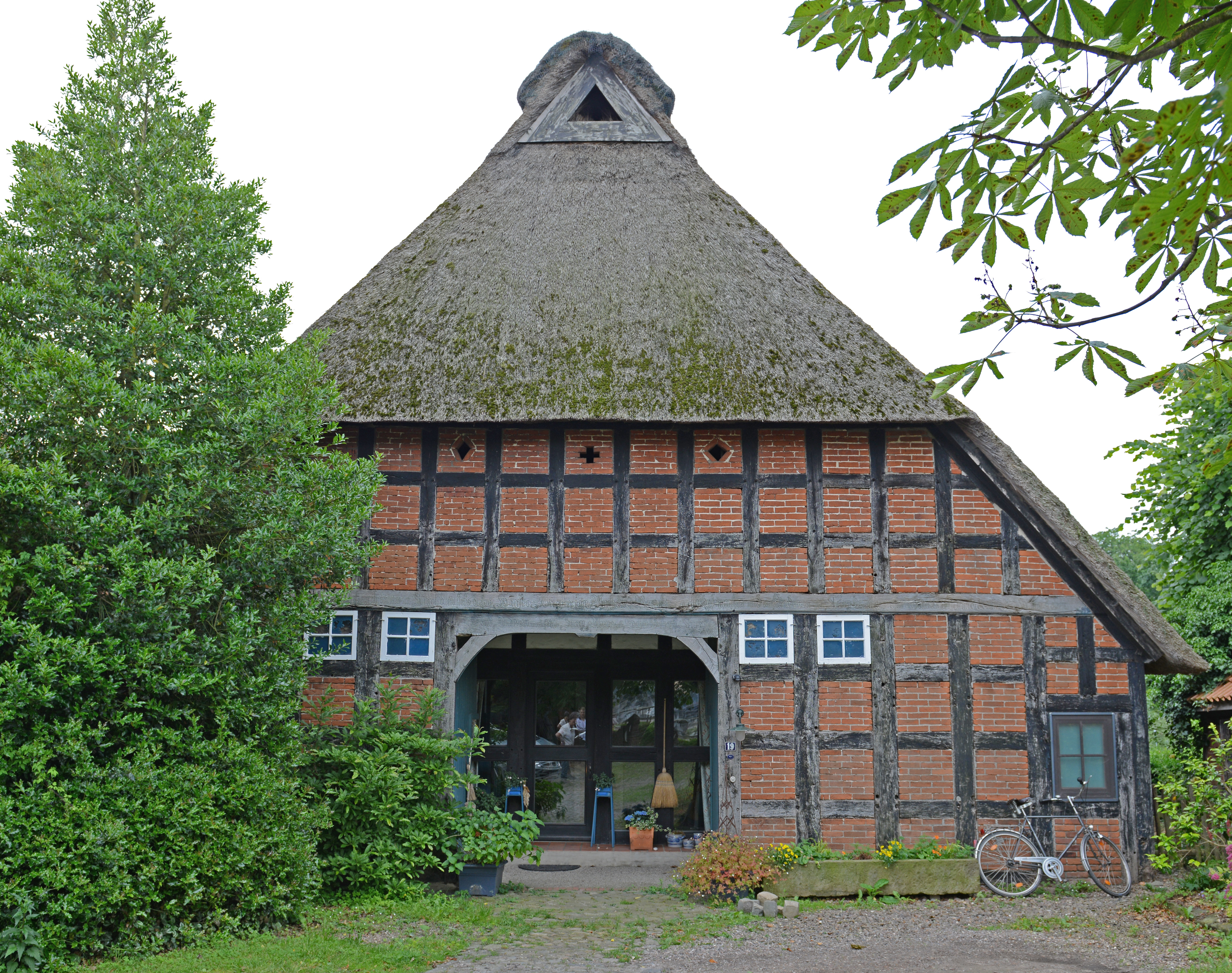
Wohn- und Wirtschaftsgebäude Syker Straße 19

Gessel wurde 1211 erstmals als Geestloh (Geest = Landschaft und -loh =Wald) erwähnt, als ein Gehöft an das Kloster in Bassum kam.
Vor dem Bau der NEL-Erdgaspipeline wurde am 7. April 2011 bei archäologischen Prospektionen auf der Trasse in der Gesseler Feldmark der bronzezeitliche Goldhort von Gessel entdeckt.  Es handelt sich um einen der größten prähistorischen Goldhorte in Mitteleuropa.
Außerdem wurde im März 2011 bei Gessel ein germanisches Gräberfeld aus der Römischen Kaiserzeit des 2. und 3. Jahrhunderts am Rande einer früheren Siedlung entdeckt. Im untersuchten Bereich fanden sich 76 Bestattungen sowie rund 60 weitere Stellen mit Leichenbrandresten. Das Gräberfeld enthielt unter anderem ein römisches Bronzegefäß (Hemmoorer Eimer) als Urne.
2023 fand ein Kind in einem örtlichen Kindergarten den Dolch von Gessel, der auf die Zeit zwischen 2400 v. Chr. und 1400 v. Chr. datiert wird.
Das denkmalgeschützte Wohn- und Wirtschaftsgebäude Syker Straße 19 stammt aus dem 18. Jahrhundert.
Am 1. März 1974 wurde die Gemeinde Gessel in die Stadt Syke eingegliedert.

### Einwohnerentwicklung
- 1950: 1153 Einwohner
- 1961: 1179 Einwohner[5]
- 1966: 1364 Einwohner
- 1970: 1315 Einwohner[5]
- 1982: 1567 Einwohner
- 2006: 2297 Einwohner

## Politik

### Ortsrat
Der Ortsrat, der den Ortsteil Gessel vertritt, setzt sich aus fünf Mitgliedern zusammen. Die Ratsmitglieder werden durch eine Kommunalwahl für jeweils fünf Jahre gewählt. Die aktuelle Amtszeit begann am 1. November 2021 und endet am 31. Oktober 2026.
Bei der Kommunalwahl 2021 ergab sich folgende Sitzverteilung:
| Ortsrat 2021Insgesamt 5 Sitze - SPD: 1 - Grüne: 1 - FWG: 1 - CDU: 2 |

## Infrastruktur
In Gessel gibt es ein evangelisches Gemeindehaus, aber keine Kirche. Der Ort hatte bis 1969 eine eigene Schule (in Leerßen), in die die Leerßener Kinder gingen; dagegen wurden die Gesseler Kinder nach Barrien geschickt. Gessel verfügte über eine eigene Freiwillige Feuerwehr (Basisfeuerwehr) bis 2019, die für den Brandschutz und die allgemeine Hilfe sorgte. Sie war mit einem Tragkraftspritzenfahrzeug (TSF) und einem Mannschaftstransportfahrzeug (MTF) ausgestattet. 2019 kam es zur Fusion mit der Nachbarfeuerwehr zur Freiwilligen Feuerwehr Gessel Ristedt.

### Verkehr
- Gessel liegt abseits größerer Verkehrsströme. Die nächste Bundesstraße, die B 6, verläuft 1 km entfernt durch Barrien und schafft Verbindungen nach Norden (Bremen, zur A 1 und zur A 27) und nach Süden (Hannover, zur A 2).
- Der ebenfalls 1 km entfernte, nördlich vom Barrier Ortskern gelegene ehemalige Bahnhof (seit 1972 nur noch Haltepunkt) der Deutschen Bahn liegt an der Bahnstrecke Wanne-Eickel–Hamburg.

Straßen und Wege
Bis 1974 haben alle Gesseler Straßen und einige Wege Namen erhalten. Als in diesem Jahr die Eingemeindung nach Syke erfolgte, mussten einige Gesseler Straßen umbenannt werden, um Doppelbenennungen zu vermeiden. Insgesamt gibt es in Gessel (mit Leerßen und Schorlingkamp) 51 Straßen und Wege, die Namen tragen.
Die drei gut ausgebauten Hauptstraßen, die den Ort durchschneiden und in verschiedene Bereiche unterteilen, sind:
- die Straße Am Spreeken/An der Wassermühle (K 122) verläuft in östlicher Richtung nach Barrien
- die Leerßer Straße (K 122) verläuft von Gessel aus in südlicher Richtung durch Leerßen nach Syke
- die Syker Straße verläuft in südlicher Richtung durch das Altdorf Gessel nach Syke

Gessel liegt am Jakobsweg in Norddeutschland im Bereich der Teilstrecke zwischen Bremen und Osnabrück. Für den näheren Bereich verläuft die Route von Barrien aus über den Hohen Berg in Leerßen, über Sörhausen, Fesenfeld, Gräfinghausen, Klosterseelte und Dünsen nach Harpstedt.

## Sehenswürdigkeiten

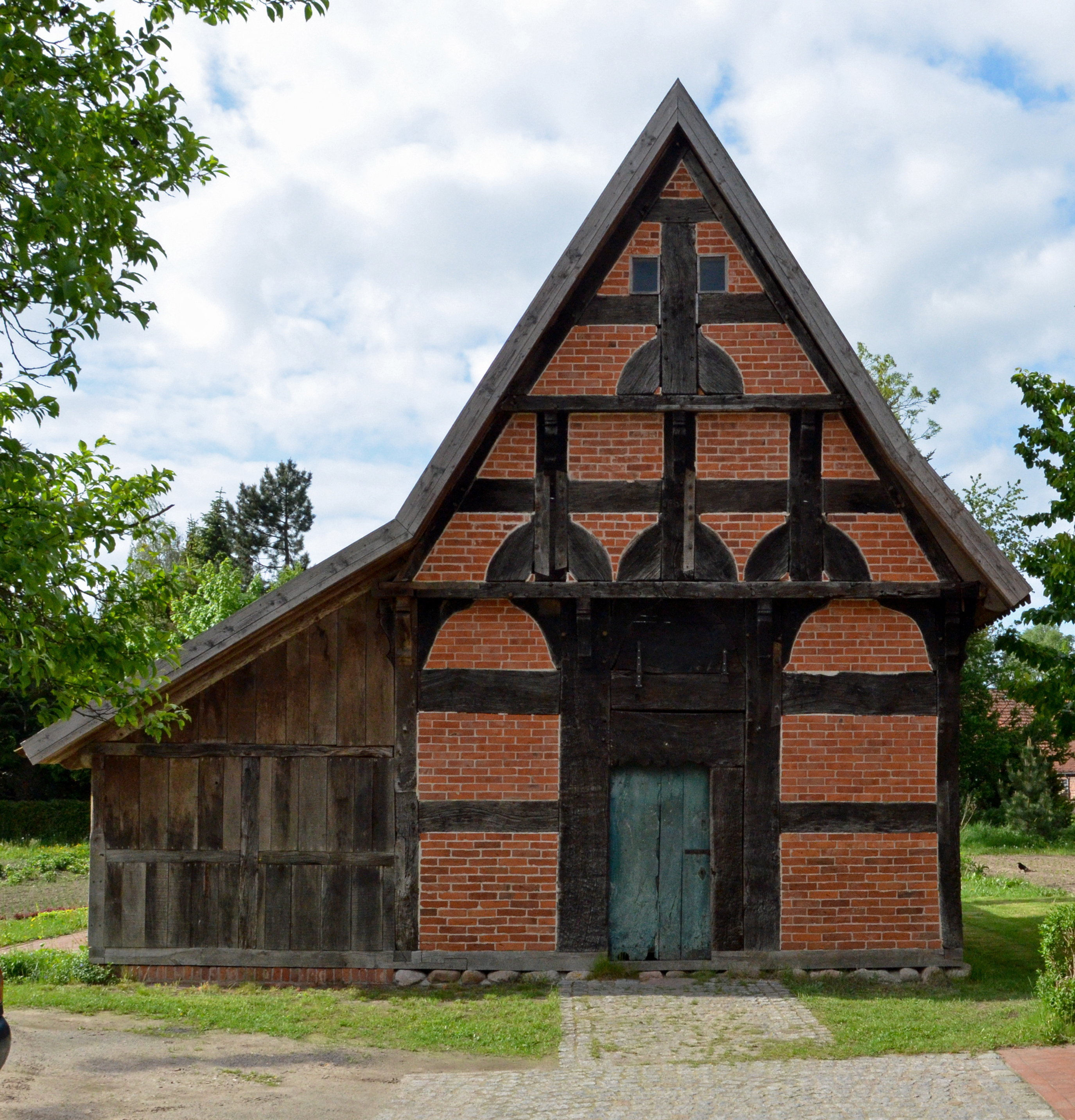
Backhaus

- In der Liste der Baudenkmale in Syke sind sieben Baudenkmale aufgeführt.
- Backhaus Gessel von 1688, seit 2006 in Gessel
- Die Waldgebiete Gesseler Fuhren und Gesseler Spreken (im Volksmund: Gesseler Spreeken), in dem von Mitte Juli bis Mitte August Exemplare der wild wachsenden Orchidee Breitblättrige Stendelwurz (Epipactis helleborine) blühen.
- Vom Leerßer Berg (54,7 m ü. NN) hat man einen weiten Blick ins östlich gelegene Hachetal.
- Unter Naturschutz stehende Schlatts in Schorlingkamp sind das Möhring-Schlatt, das Leerßener Schlatt und ein Schlatt in Leerßens Moorheide
- Kriegerdenkmal in Gessel an der Syker Straße. Es enthält die Namen von 17 Gefallenen aus dem Ersten Weltkrieg und die Namen von 28 Gefallenen und 10 Vermissten aus dem Zweiten Weltkrieg (siehe Kriegerdenkmale Gessel).
- Das Kriegerdenkmal in Leerßen, Leerßer Straße, enthält die Namen von 11 Gefallenen und Vermissten aus dem Ersten Weltkrieg und die Namen von 19 Gefallenen und 8 Vermissten aus dem Zweiten Weltkrieg (siehe Kriegerdenkmale Leerßen).